# Toro Rosso STR14
La Toro Rosso STR14 è una vettura progettata dalla Toro Rosso per disputare il campionato mondiale di Formula 1 2019.

## Contesto

### Cambio denominazione a partire dal 2020
La STR14 sarà l'ultima vettura costruita dal team faentino sotto il nome Toro Rosso: infatti, a partire dal campionato 2020 il team verrà ribattezzato AlphaTauri per volere del proprietario Dietrich Mateschitz, che intende sponsorizzare l'omonimo marchio di moda facente parte del gruppo Red Bull.

### Piloti

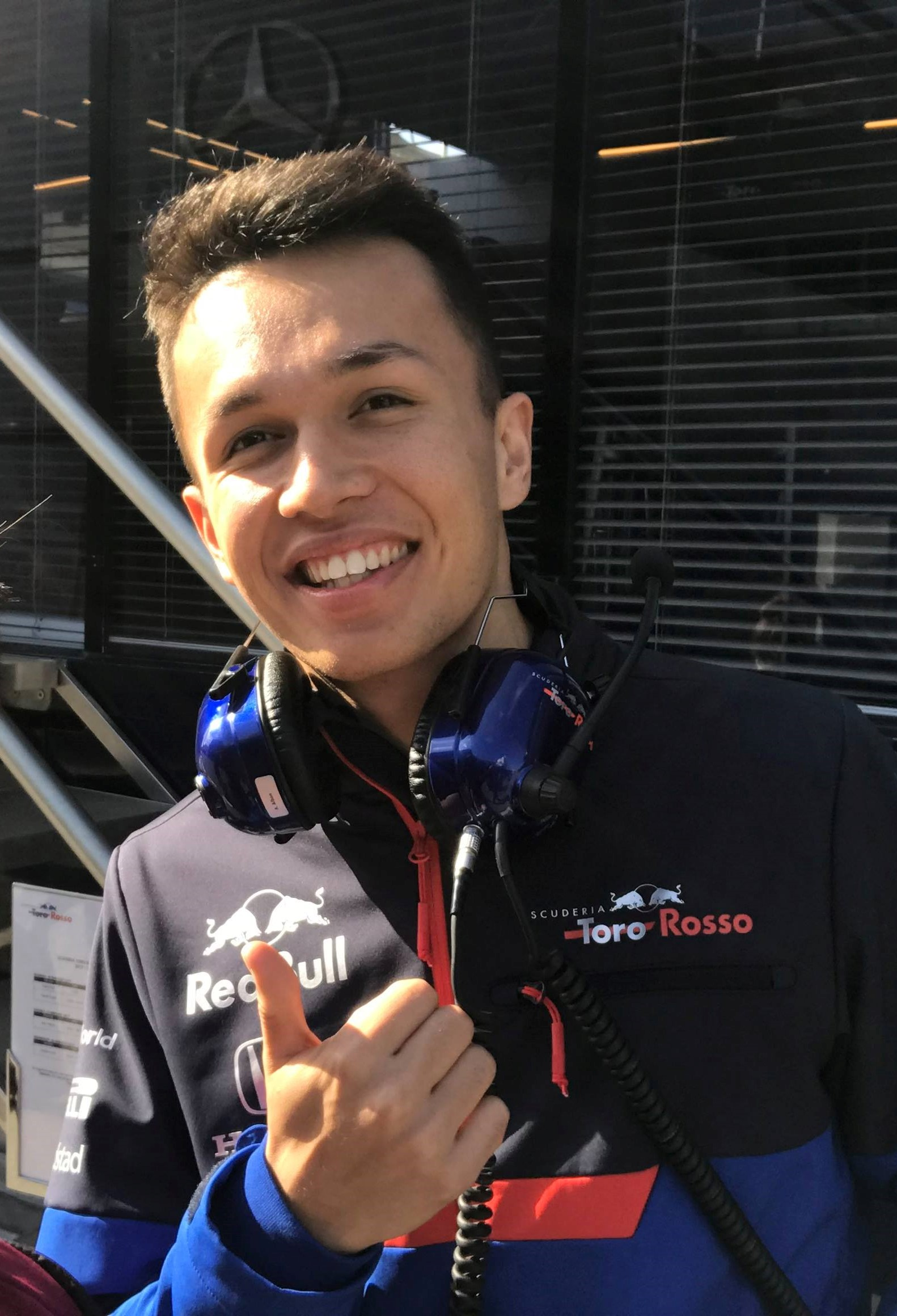
Alexander Albon all'esordio assoluto in Formula 1: è il secondo thailandese della storia a parteciparvi.

Per questa stagione, il team cambia radicalmente la propria line-up: Pierre Gasly verrà infatti "promosso" in Red Bull, mentre Brendon Hartley non verrà riconfermato dal team e tornerà a correre nel WEC parallelamente al suo impegno in Ferrari come addetto al simulatore. Al loro posto torna il russo Daniil Kvjat, gia pilota titolare del team nel 2014, 2016 e 2017, con un passato anche in Red Bull, e debutta in Formula 1 il thailandese Alexander Albon, proveniente dalla Formula 2 e primo thailandese nella massima serie dai tempi del principe Bira.

## Presentazione
La vettura è stata presentata l'11 febbraio, sul sito Internet e sui canali social della squadra. Al momento del lancio della vettura, il team principal Franz Tost elogia la nuova coppia di piloti e rimane cauto circa le premesse per il team nel 2019.

## Livrea

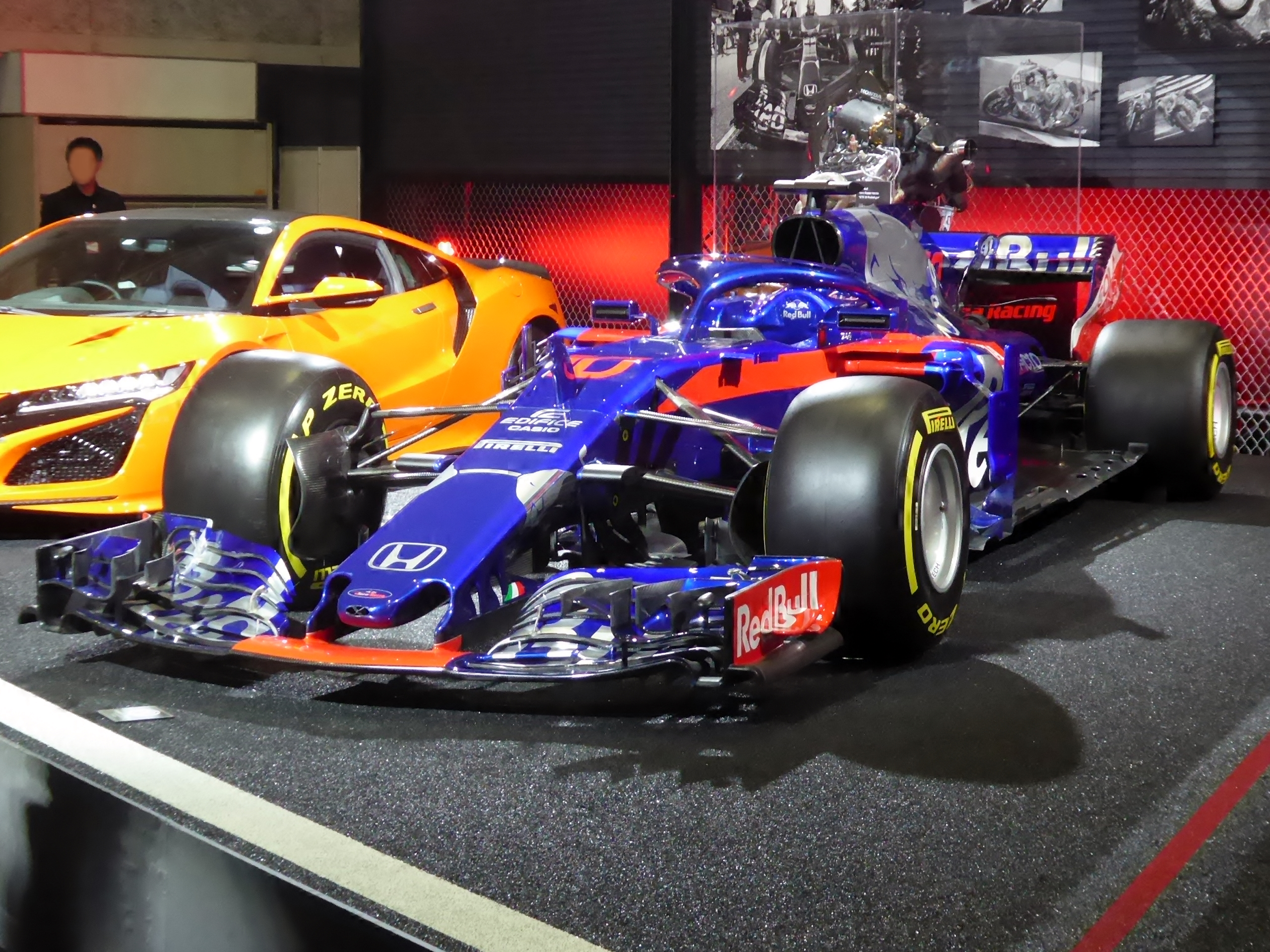
La STR13 di Pierre Gasly esposta all'Intex di Osaka durante il Osaka Auto Messe del 2019

La livrea risulta essere pressoché identica a quella della STR13 con un blu forte, interrotto da alcune zone rosse, che ricopre gran parte della monoposto. Le uniche differenze rispetto alla vettura precedente sono la scomparsa della scritta hybrid sotto il marchio del fornitore Honda, la scomparsa dello sponsor Acronis, nella parte posteriore del cofano motore e il nuovo sponsor MyWorld nella zona dell’abitacolo e sul musetto.

## Caratteristiche tecniche

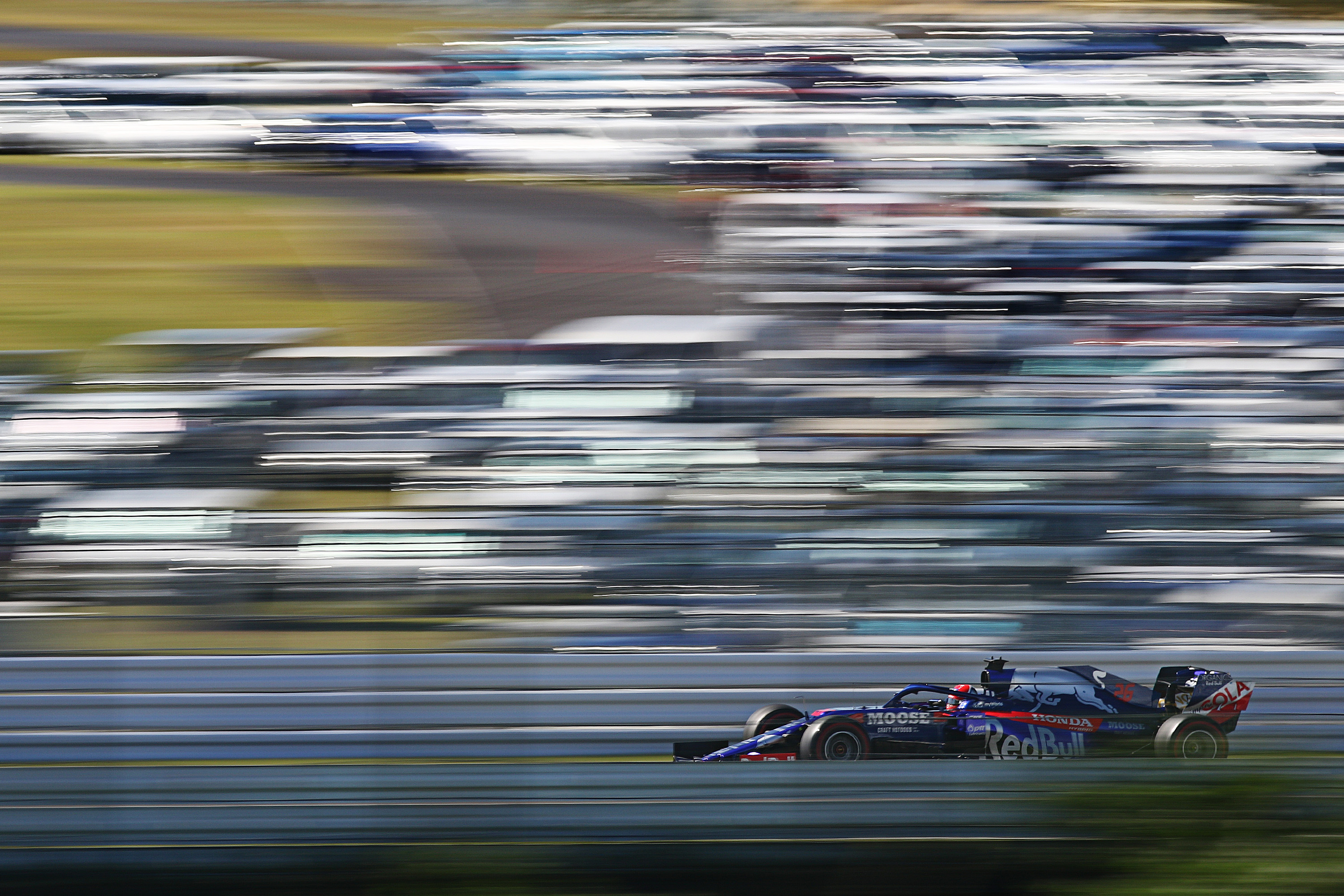
Kvjat in azione durante il Gran Premio del Giappone

La nuova vettura nata a Faenza (l'ultima progettata dall'ingegnere James Key prima di passare in McLaren) prende in prestito molte soluzioni presenti sulla Red Bull RB14, soprattutto nella zona del retrotreno e in particolare nella configurazione delle sospensioni posteriori. Inoltre è stato allungato il passo della monoposto in seguito alla variazione del regolamento che vede una capacità del carburante aumentare a 110 kg. Partendo dall'analisi della zona anteriore, l'ala è quella standard semplificata rispetto a quella della STR13, sempre per le modifiche regolamentari, mentre il muso adotta le stesse soluzioni viste nella monoposto del 2018. Presente anche l’S-duct che è stato sviluppato rispetto al disegno dello scorso anno per aumentare l’efficienza sotto la scocca. La sospensione anteriore è di tipo push rod mentre la sospensione posteriore è di tipo pull rod.
Turning vanes e bargeboard sono la trasposizione degli attuali regolamenti: colpisce soprattutto il deviatore di flusso che è rimasto solo a mezza altezza e non arriva a incardinarsi sul fondo. Gli specchietti hanno due supporti con chiara funzione aerodinamica: uno si ancora alla scocca e l’altro alla pancia, secondo un disegno prevalente utile a dare dei vantaggi aerodinamici. la presa d’aria dinamica del motore Honda resta piuttosto generosa: quella centrale, all’interno del roll bar, alimenta il motore, mentre quelle laterali sono destinate al raffreddamento dell’ibrido che sembra mantenere l’intercooler in alto. Rispetto al resto della vettura, le pance hanno subito il maggior numero di modifiche, con il team che è passato da un design del sidepod convenzionale a un nuovo design high-top che era stato visto per la prima volta sulla Ferrari SF70H, prima di apparire su una serie di altre vetture, riprendendo in questo caso le forme già in uso dalla Red Bull. Per quanto riguarda il posteriore, l'ala è sorretta da un unico pilone, mentre il profilo principale è a cucchiaio, con le paratie laterali che presentano numerose aperture nella parte inferiore.
Oltre ad alcune soluzioni aerodinamiche, la nuova vettura monta il cambio e lo sterzo forniti dalla Red Bull, mentre freni, olio motore, carburante e cerchi verranno forniti rispettivamente da Brembo, Petronas e OZ Racing.
Per il secondo anno consecutivo, la Honda fornisce i propulsori alla compagine italiana: è il secondo team in griglia, in quanto anche la Red Bull viene fornita da questa stagione dei V6 nipponici.
Il motore condiviso con la "squadra madre" è un Honda RA619H, 1.600 6 cilindri a V, sovralimentato con doppia turbina, divise l'un l'altra dalla MGU-H, poste proprio in mezzo alla V del motore termico, rendendolo più compatto ed efficiente. Il pacco batterie e il sistema ECU risultano distaccati dalla power unit.
Questa nuova unità progettata dai tecnici della casa dell'ala dispone di 940 CV mentre il sistema ERS è in grado di rilasciare 4 MJ di potenza verso le ruote posteriori, fornendo almeno 30 secondi di potenza aggiuntiva per ogni giro. Nel corso della stagione, l'unità è stata migliorata, arrivando ad avere 20 cavalli in meno rispetto al propulsore Mercedes e toccando il picco di velocità ad Abu Dhabi con 345,6 km/h, 15 in più delle due Ferrari SF90.

## Carriera agonistica

### Test

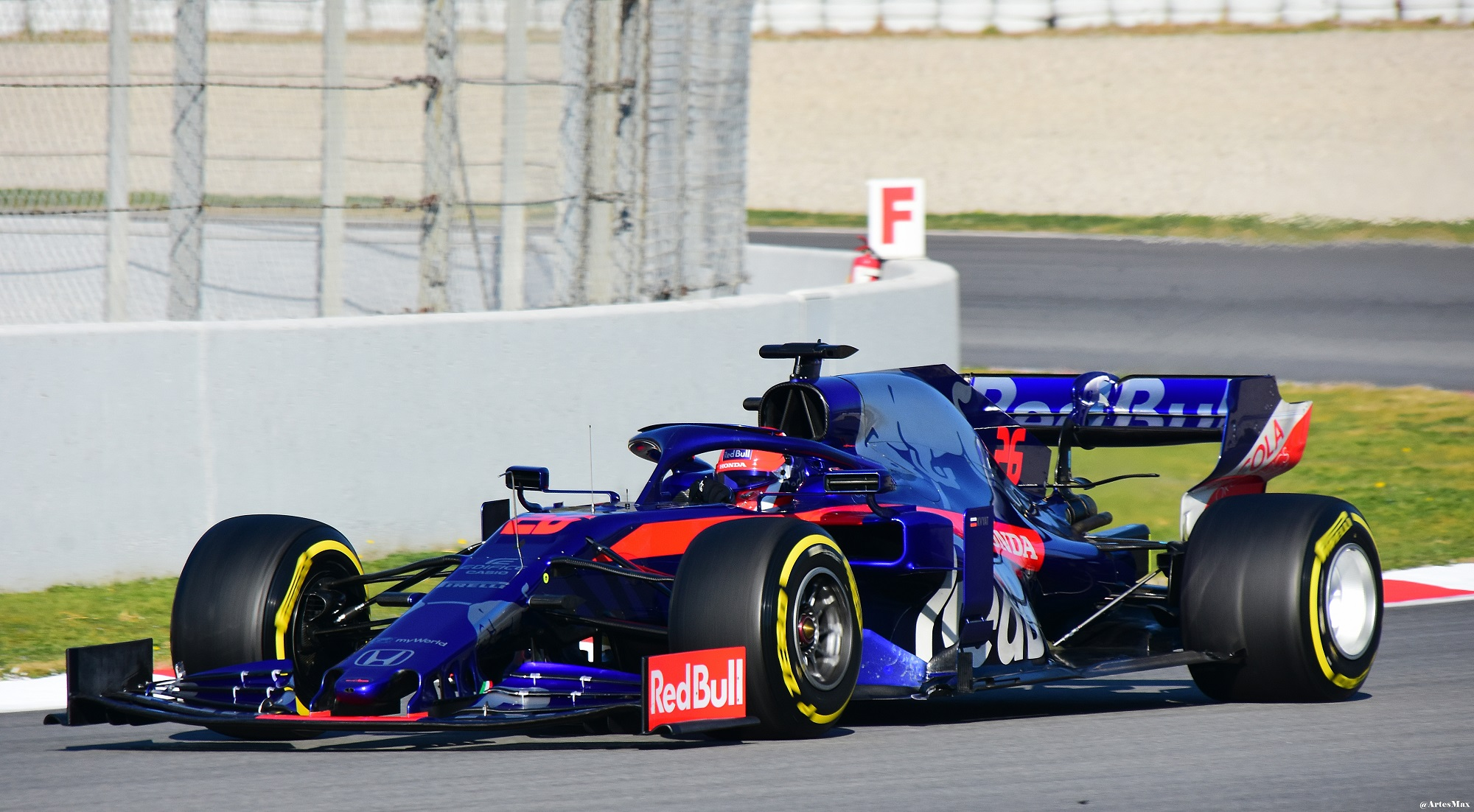
Daniil Kvjat alla guida della STR14 nei test pre-campionato di Barcellona

Nei primi test di Barcellona, svolti tra il 18 e il 21 febbraio 2019, la vettura sembra abbastanza competitiva con i 2 piloti Kvjat e Albon che si alternano alla guida in giorni alterni.
La vettura si rivela una sorpresa nel terzo giorno di prove, chiudendo la giornata in testa con il miglior tempo fatto registrare da Kvjat in 1'17"704, seppur con una mescola di vantaggio rispetto agli avversari. Bene anche Albon che, dopo aver pagato l'inesperienza di guidare una Formula 1 nei primi giorni, chiude l'ultima giornata di test al secondo posto in 1'17"637.
Anche ai secondi test di Barcellona (26 febbraio-1º marzo 2019) la vettura si rivela veloce, rimanendo costante sui tempi segnati nei primi test e segnando nuovamente un secondo tempo nel terzo giorno con Albon a 6 decimi dalla Ferrari di Charles Leclerc. Nel corso delle 8 giornate di test pre-campionato, la vettura non ha mai riscontrato problemi neanche a livello meccanico, prova del fatto che la vettura è anche abbastanza affidabile oltre che veloce.

### Stagione

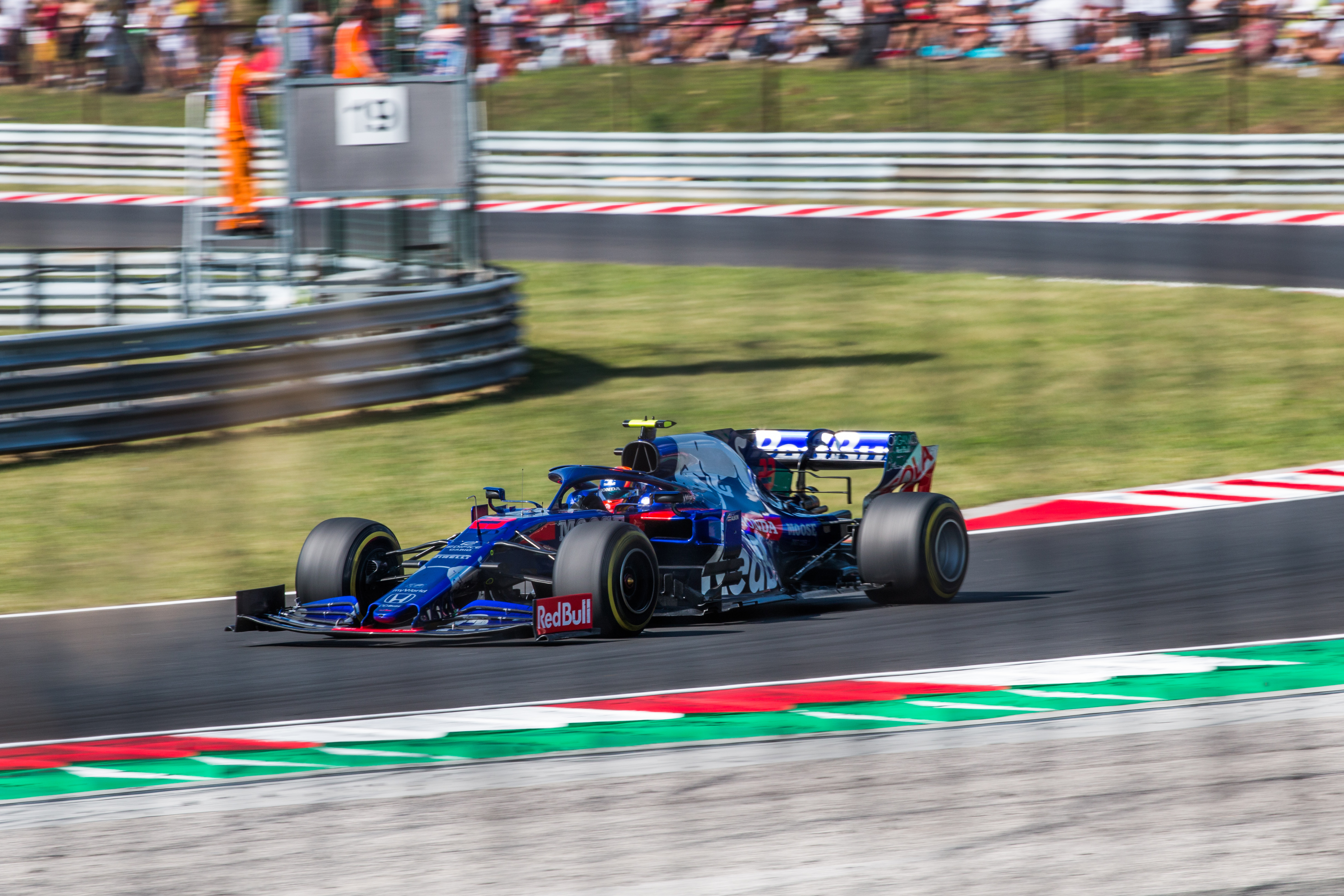
Alexander Albon in azione durante il Gran Premio d'Ungheria: per il thailandese è l'ultimo Gran Premio al volante della Toro Rosso

La vettura conferma i buoni risultati dei test anche nel corso del campionato, a partire dal Gran Premio d'Australia dove Kvjat, con un sorpasso nel finale ai danni della Red Bull di Gasly, riesce a concludere 10° e a raccogliere il primo punto della stagione. Nelle successive due gare in Bahrein e Cina è però Albon a salire sugli scudi, soprattutto nel Gran Premio cinese: il rookie thailandese, dopo aver distrutto la vettura nel corso delle prove libere del sabato e non aver preso parte alla qualifica, si rende autore di una grande rimonta che lo porta al 10º posto finale in gara dopo essere partito dalla pit-lane. Dopo aver segnato nuovamente punti in Spagna con Kvjat, a Monaco le due Toro Rosso arrivano entrambe a punti dopo essersi qualificate in Q3 per la prima volta in stagione. 
Con i 2 punti del nono posto di Kvjat a Silverstone, dopo dieci gare la vettura totalizza lo stesso quantitativo di punti della sua diretta antenata, nonostante essere nettamente superiore, ma la svolta vera e propria della stagione per la scuderia faentina arriva in Germania, appena prima della pausa estiva: nonostante una qualifica opaca, alla domenica la pioggia condiziona la gara e molti piloti concludono la gara anzitempo. A 14 giri dal termine, Kvjat si trova incredibilmente secondo dopo aver passato la Racing Point di Lance Stroll, ma subisce il ritorno di un Vettel in rimonta nel finale chiudendo comunque al terzo posto: è festa all'interno del garage faentino, che ritrova il podio undici anni dopo la vittoria di Monza nel 2008, mentre per il russo si tratta del primo podio dal Gran Premio di Cina 2016; anche Albon approfitta dei ritiri davanti a sé per concludere al sesto posto, miglior risultato mai raggiunto finora dal thailandese in Toro Rosso, che lascia il team durante la pausa estiva per accasarsi in Red Bull in sostituzione del retrocesso Gasly. La Toro Rosso riaccoglie quindi il francese in squadra, che centra subito i punti a Spa e si ripete a Singapore, in Giappone e in Messico, accedendo inoltre anche alla Q3 in qualifica in più di un'occasione e vincendo nettamente il confronto interno con il compagno di squadra Kvjat che, dopo il fortunoso podio di Hockenheim, ottiene solo un settimo posto a Spa e un decimo a Suzuka grazie anche alla squalifica delle due Renault. In Brasile sembra ripetersi l'exploit di tre mesi e mezzo prima, ma stavolta con Gasly che, beneficiando dell'harakiri Ferrari e di uno scontro tra Albon e Lewis Hamilton per la seconda posizione dove il thailandese ha la peggio e va in testacoda, riesce a passare il pilota della Mercedes e a tenere la posizione per tutto l'ultimo giro, arriva in volata al traguardo e conquista il primo podio in carriera dietro solo a Max Verstappen; a punti anche Kvjat con il decimo posto. Il team conquista quindi il secondo podio in stagione (evento mai verificatosi nella storia della scuderia) e scavalca la Racing Point in classifica, mettendo una seria ipoteca sul sesto posto a una gara dal termine mentre la Honda ottiene la prima doppietta dal suo ritorno in Formula 1 (l'ultima volta è stato nel Gran Premio del Giappone 1991 con le due McLaren di Gerhard Berger e Ayrton Senna che conclusero rispettivamente primo e secondo). Nell'ultimo round ad Abu Dhabi, le due Toro Rosso non entusiasmano, con Kvjat nono e Gasly diciottesimo a 2 giri, ma il team chiude comunque il campionato al sesto posto nei costruttori con 85 punti totali (record assoluto della scuderia, 52 in più della stagione precedente) ed eguaglia il miglior risultato di sempre, traguardo raggiunto fino ad allora solo nel 2008.

## Piloti
| Piloti ufficiali      | Piloti ufficiali | Piloti ufficiali |
| Nazione               | Nome             | Numero           |
| --------------------- | ---------------- | ---------------- |
| Russia (bandiera)     | Daniil Kvjat     | 26               |
| Thailandia (bandiera) | Alexander Albon  | 23               |
| Francia (bandiera)    | Pierre Gasly     | 10               |
| Piloti di riserva     |                  |                  |
| Nazione               | Nome             | Numero           |
| Indonesia (bandiera)  | Sean Gelael      | 38               |
| Giappone (bandiera)   | Naoki Yamamoto   | 38               |

## Risultati in Formula 1
| Anno | Team                      | Motore | Gomme | Piloti |    |    |     |     |    |   |     |    |    |    |   |    |   |     |    |    |    |    |    |    |    | Punti | Pos. |
| ---- | ------------------------- | ------ | ----- | ------ | -- | -- | --- | --- | -- | - | --- | -- | -- | -- | - | -- | - | --- | -- | -- | -- | -- | -- | -- | -- | ----- | ---- |
| 2019 | Red Bull Toro Rosso Honda | Honda  | P     | Kvjat  | 10 | 12 | Rit | Rit | 9  | 7 | 10  | 14 | 17 | 9  | 3 | 15 | 7 | Rit | 15 | 12 | 10 | 11 | 12 | 10 | 9  | 85    | 6º   |
| 2019 | Red Bull Toro Rosso Honda | Honda  | P     | Albon  | 14 | 9  | 10  | 11  | 11 | 8 | Rit | 15 | 15 | 12 | 6 | 10 |   |     |    |    |    |    |    |    |    | 85    | 6º   |
| 2019 | Red Bull Toro Rosso Honda | Honda  | P     | Gasly  |    |    |     |     |    |   |     |    |    |    |   |    | 9 | 11  | 8  | 14 | 7  | 9  | 16 | 2  | 18 | 85    | 6º   |

| Legenda | 1º posto     | 2º posto | 3º posto    | A punti         | Senza punti/Non class.  | Grassetto – Pole position Corsivo – Giro più veloce |
| Legenda | Squalificato | Ritirato | Non partito | Non qualificato | Solo prove/Terzo pilota | Grassetto – Pole position Corsivo – Giro più veloce |